# Francesco Monterisi
Francesco kardinál Monterisi (28. května 1934 Barletta) je italský římskokatolický kněz, kardinál, arcikněz baziliky sv. Pavla za hradbami.

## Životopis
Kněžské svěcení přijal 16. května 1957 a byl inkardinovaný do diecéze Bisceglie. Dne 24. prosince 1982 byl jmenován pronunciem v Jižní Koreji a zároveň titulárním arcibiskupem. Biskupské svěcení mu udělil papež Jan Pavel II. 6. ledna 1983. V roce 1993 byl jmenovaný prvním apoštolským nunciem v nezávislé Bosně a Hercegovině. Od roku 1998 začal pracovat ve Vatikánu jako sekretář Kongregace pro biskupy. Dne 3. července 2009 ho papež Benedikt XVI. jmenoval arciknězem baziliky sv. Pavla za hradbami. Jeho kardinálská nominace byla oznámena 20. října 2010, kardinálské insignie převzal o měsíc později na konzistoři 20. listopadu téhož roku.